# اندیس چهار چاه محمد رحیم
چهار چاه محمد رحیم یک اندیس فلزی است که در حوالی شهر رندان استان سیستان و بلوچستان قرار دارد و مادهٔ معدنی موجود در آن، منیزیت است.  